# Щербаки (Челябинская область)
Щербаки — упразднённый в 1979 году посёлок (в некоторых источниках деревня или село) в  Сосновском районе Челябинской области России. Входил на год упразднения в состав Есаульского сельсовета.

## Этимология
Название посёлку дала фамилия первопоселенца Щербакова. На карте 1928 года был обозначена как посёлок Щербаковский.

## История
Основан примерно в 1784—1795 годах как одно из первых подведомственных Челябинску селений.
В 1859 году был учтён как казачий выселок, на тот момент там проживало 175 человек (27 дворов, 85 мужчин, 90 женщин).
В 1970 году проживало 11 человек.
Упразднён 18 сентября 1979 года

## Население
| 1859 | 1970 |
| ---- | ---- |
| 175  | 11   |